# Hertta Louhivuori

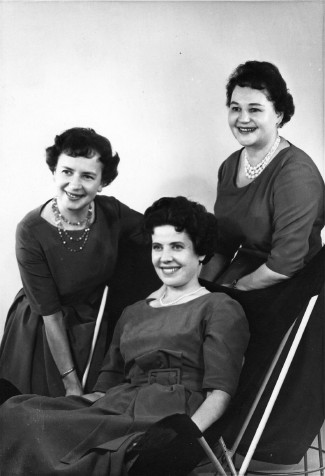
Metro-tytöt. Louhivuori står längst till vänster.

Hertta Louhivuori, född Väkeväinen 7 mars 1916 i Kides, död 15 december 2010 i Helsingfors, var en finländsk sångerska och medlem i Metro-tytöt tillsammans med systern Anna-Liisa Väkeväinen och kusinen Annikki Väkeväinen. Hertta Louhivuori var gift med sångaren Matti Louhivuori. Under andra världskriget var Louhivuori kassör i Sverige. Hon var säljare för och avdelningschef på Musiikki-Fazer 1947-81.